# Coll del Perthus
|  | Per a altres significats, vegeu «Coll del Pertús». |

El coll del Perthus o Coll del Pertus és un coll de muntanya que corona 1.309 msnm que es troba a la regió francesa d'Alvèrnia-Roine-Alps, als monts del Cantal i al departament del mateix nom. El coll uneix les valls de La Jordana i del Cère.

## Tour de França
El coll ha estat franquejat en dues ocasions pel Tour de França, la primera d'elles el 2011.
| Any  | Etapa | Categoria | Inici etapa | Final etapa | Primer al cim     |
| ---- | ----- | --------- | ----------- | ----------- | ----------------- |
| 2016 | 5     | 2         | Llemotges   | Le Lioran   | Greg Van Avermaet |
| 2011 | 9     | 2         | Issoire     | Sant Flor   | Johnny Hoogerland |